# Lista guvernelor României
Aceasta este o listă a guvernelor succesive ale României.

## Principatele Unite (1862-1881)
- Barbu Catargiu
- Kretzulescu (1)
- Kogălniceanu
- Bosianu
- Kretzulescu (2)
- Ion Ghica (1)
- Lascăr Catargiu (1)
- Ion Ghica (2)
- Constantin Kretzulescu
- Ștefan Golescu
- Nicolae Golescu
- Dimitrie Ghica
- Alexandru Golescu
- Epureanu (1)
- Ion Ghica (3)
- Lascăr Catargiu (2)
- Florescu (1)
- Epureanu (2)
- Brătianu, Ion C. (1)
- Brătianu, Ion C. (2)
- Brătianu, Ion C. (3)

## Regatul României (1881-1947)
- Brătianu
- Brătianu, Ion C. (4)
- Rosetti (1)
- Rosetti (2)
- Lascăr Catargiu (3)
- Manu
- Florescu (2)
- Lascăr Catargiu (4)
- Sturdza (1)
- Aurelian
- Sturdza (2)
- Cantacuzino (1)
- Carp (1)
- Sturdza (3)
- Cantacuzino (2)
- Sturdza (4)
- Brătianu, Ion I.C. (1)
- Brătianu, Ion I.C. (2)
- Carp (2)
- Maiorescu (1)
- Maiorescu (2)
- Brătianu, Ion I.C. (3)
- Brătianu, Ion I.C. (4)
- Averescu (1)
- Marghiloman
- Coandă
- Brătianu (5)
- Văitoianu
- Vaida
- Averescu (2)
- Ionescu
- Brătianu, Ion I.C. (6)
- Averescu (3)
- Știrbey
- Brătianu, Ion I.C. (7)
- Brătianu, Vintilă I.C.
- Maniu (1)
- Mironescu (1)
- Maniu (2)
- Mironescu (2)
- Iorga
- Vaida
- Vaida
- Maniu (3)
- Vaida
- Duca
- Angelescu
- Tătărăscu (1)
- Tătărăscu (2)
- Tătărăscu (3)
- Tătărăscu (4)
- Goga
- Cristea (1)
- Cristea (2)
- Cristea (3)
- Călinescu
- Argeșanu
- Argetoianu
- Tătărăscu (5)
- Tătărăscu (6)
- Gigurtu
- Antonescu, Ion (1)
- Antonescu, Ion (2)
- Antonescu, Ion (3)
- Sănătescu (1)
- Sănătescu (2)
- Rădescu
- Groza (1)
- Groza (2)

## România comunistă (1947-1989)
- Groza (3)
- Groza (4)
- Gheorghiu-Dej (1)
- Gheorghiu-Dej (2)
- Stoica (1)
- Stoica (2)
- Maurer (1)
- Maurer (2)
- Maurer (3)
- Maurer (4)
- Maurer (5)
- Mănescu (1)
- Mănescu (2)
- Verdeț (1)
- Verdeț (2)
- Dăscălescu (1)
- Dăscălescu (2)

## România (1989-prezent)
- Roman (1)
- Roman (2)
- Roman (3)
- Stolojan
- Văcăroiu
- Ciorbea
- Vasile
- Isărescu
- Năstase
- Tăriceanu (1)
- Tăriceanu (2)
- Boc (1)
- Boc (2)
- Ungureanu
- Ponta (1)
- Ponta (2)
- Ponta (3)
- Ponta (4)
- Cioloș
- Grindeanu
- Tudose
- Dăncilă
- Orban (1)
- Orban (2)
- Cîțu
- Ciucă
- Ciolacu (1)
- Ciolacu (2)